# Kurt Sillack
Kurt Sillack (* 4. Juli 1911 in Dresden; † 24. März 2003 ebenda) war ein deutscher Maler.

## Leben und Werk
Sillack studierte bei Otto Dix an der Akademie für Bildende Künste Dresden. Als die Nationalsozialisten 1933 anfingen, Dix von der Akademie zu entfernen, gehörte Sillack zu einer Gruppe von sieben Studenten, die sich in einer Note vom 15. März 1933 an den nationalsozialistischen Studentenbund für Dix einsetzte, darunter Hainz Hamisch, Rudolf Nitschke und Erika Streit.
Sillack arbeitete nach dem Studium als freier Künstler. Er malte, geschult an Dix, im Stil der Neuen Sachlichkeit.
Nach dem Ende des Zweiten Weltkrieges war Sillack wieder freischaffend in Dresden tätig. 1946 nahm er an der Kunstausstellung Sächsische Künstler in Dresden mit vier Bildern teil. Er wurde Mitglied des Verbands Bildender Künstler der DDR, fand aber in der DDR offenbar als Maler wenig Beachtung.

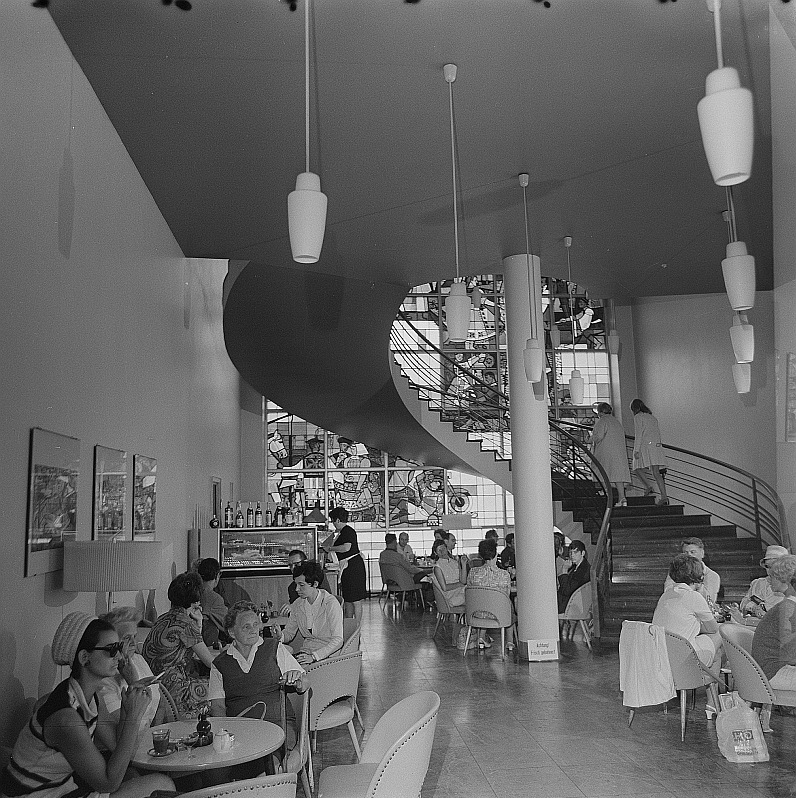
HO-Gaststätte „Szeged“ mit dem Glasbild

Er arbeitete zwar weiter als Maler und Grafiker, war aber vor allem als Ausstellungsgestalter tätig. In Dresden trat vor allem in den 1950er und 1960er Jahren im Rahmen des Wiederaufbaus der Stadt mit einigen repräsentativen baugebundenen Arbeiten hervor. Zu seinem mit Rudolf Kleemann geschaffenen großformatigen Farbglasfenster Sozialistisches Ungarn in der damaligen Gaststätte „Szeged“ urteilt das Landesamt für Denkmalpflege Sachsen: „… gehört zu den wenigen noch erhaltenen Beispielen der Kunst am Bau in Dresden aus DDR-Zeiten. Somit besitzt das künstlerisch wertvolle Objekt auch Seltenheitswert.“
Postum wurden Arbeiten Sillacks mehrfach auf Ausstellungen mit Werken der Neuen Sachlichkeit gezeigt.

## Baugebundene Werke (Auswahl)

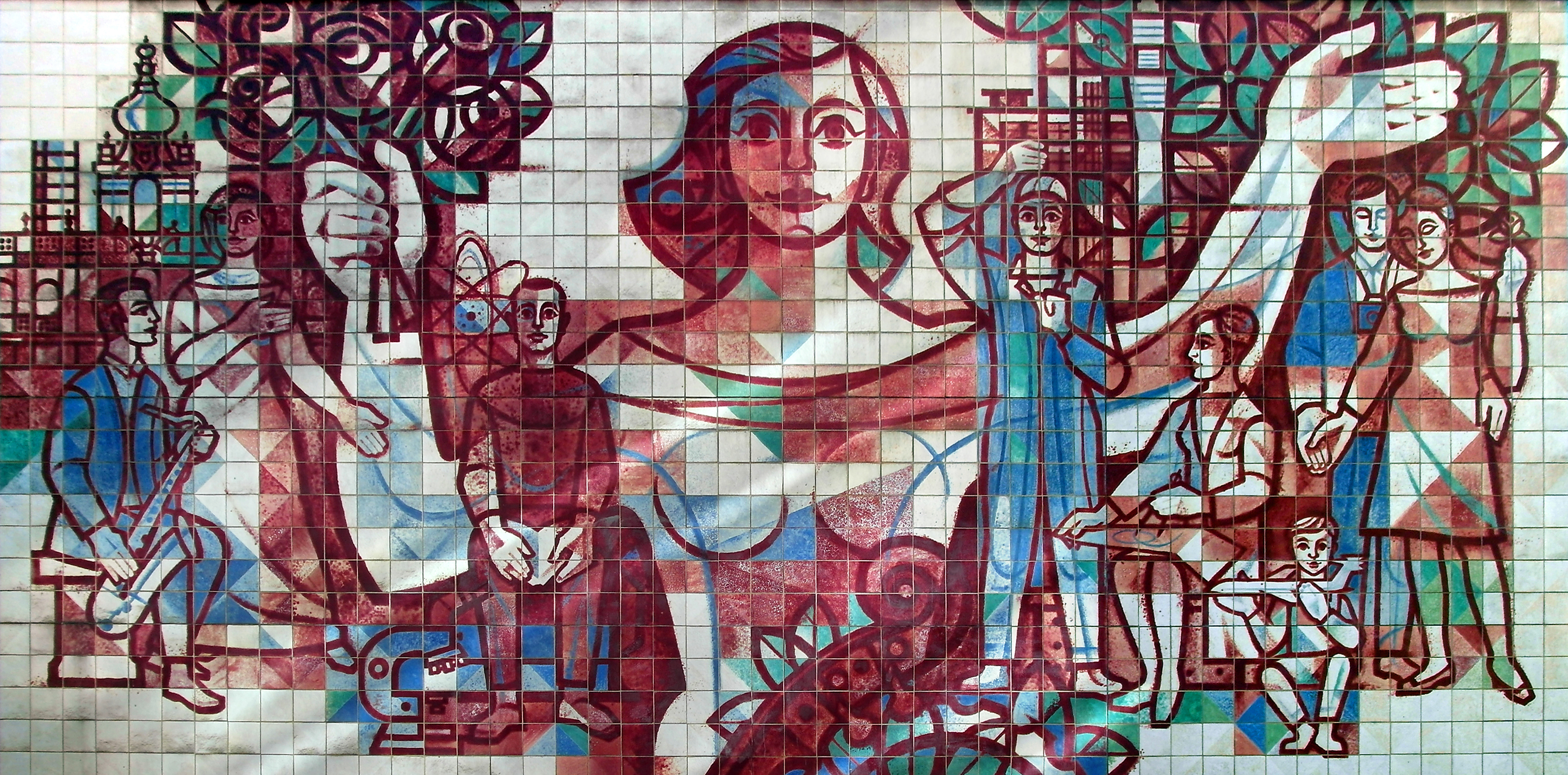
Dresden grüßt seine Gäste

- Sozialistisches Ungarn (Farbiges Glasmosaik-Fenster; mit Rudolf Kleemann; 1961/1962; in der Treppenhalle des damaligen Restaurants „Szeged“, Dresden, Wilsdruffer Straße 4–6; seit 2009 unter Denkmalschutz)[4]

- Dresden grüßt seine Gäste (Wandbild an der Fassade des Restaurants des Hotels „Bastei“, Dresden, Prager Straße 3b; bemalte Keramikfliesen, 1969/1970, mit Rudolf Lipowski)[5]
- Zwillingsbrunnen mit farbigen Bodenmosaiken (jetzt Dresden, Elsasser Straße/Pfotenhauer Straße; Rekonstruktion des 2000 abgerissenen Originals; mit Hermann Naumann, Ende der 1950er Jahre)

## Ausstellungsbeteiligungen
- 1957: Dresden, Bezirkskunstausstellung
- 2010/2011: Arnhem, Museum voor Moderne Kunst („Zu wahr um schön zu sein – Kritischer Realismus von Otto Dix & Co.“)
- 2014: Jena, Kunstsammlung Jena („Zwischen Traum und Reportage. Künstler der Neuen Sachlichkeit“)
- 2015/2016: Dresden, Städtische Galerie Dresden („Das muss man gesehen haben!“)
- 2016: Regensburg, Kunstforum Ostdeutsche Galerie („Messerscharf und detailverliebt. Werke der Neuen Sachlichkeit“)
- 2021: Dresden, Städtische Galerie Dresden („Sehen, was da ist – Menschenbilder von Dix und anderen aus der Sammlung Frieder Gerlach“)